# Domenica Messmer
Domenica Messmer (* 22. Oktober 1902 in Samedan; † 25. Januar 1988 in Zürich) war eine Schweizer rätoromanischsprachige Schriftstellerin, Übersetzerin und Redaktorin.

## Leben
Domenica Messmer stammte aus einer in Susch im Unterengadin heimatberechtigten, im Oberengadin ansässigen Familie. Ihre Eltern waren Daniel Messmer und Ursula Messmer-Stoppani. Sie besuchte die Handelsschule in Luzern und arbeitete danach im Verlag Stamparia engiadinaisa (heute Engadin Press AG) in Samedan, wo sie mit der Zeit mehrere Funktionen als Lektorin, Korrektorin, Übersetzerin und Redaktorin übernahm. 1936 begann ihre Tätigkeit bei der unabhängigen rätoromanischsprachigen Zeitung Fögl d’Engiadina, aus welcher 1940 das Fögl Ladin hervorging. 1946 wurde sie Redaktorin und arbeitete mit dem Schriftsteller Men Rauch, der ebenfalls als Redaktor des Fögl Ladin tätig war, zusammen. Von 1958 bis 1969 war sie Chefredaktorin des Blattes.
1960 wurde sie als Mitglied der linguistischen Kommission der Lia Rumantscha, des Dachverbands der rätoromanischen Sprachvereine, berufen. Sie galt als Fachperson für die neue Orthografie des Rätoromanischen und für die Weiterentwicklung des Vokabulars dieser Sprachgruppe. Sie begleitete für die Lia Rumantscha die Drucklegung des Wörterbuchs Ladin-Deutsch, das vom Schriftsteller und Philologen Oscar Peer zusammengestellt worden war und 1962 in Chur im Druck erschien.
Im Engadiner Buchverlag redigierte Messmer unter anderem die Ausgabe der Psalmen und des neuen Testaments der reformierten Pfarrer Jachen Ulrich Gaudenz und Rudolf Filli in der neuen rätoromanischen Orthografie, die Bibelausgabe Soncha Scrittüra derselben Autoren, das Deutsch-Romanische Wörterbuch von Reto R. Bezzola und Rudolf Olaf Tönjachen sowie die Neuausgabe einer romanischen Märchensammlung von Gian Bundi. 1964 übersetzte sie das Lukas-Evangelium in das Oberengadiner Romanisch (Puter). Sie verfasste zahlreiche Kurzgeschichten und andere Beiträge über das Engadin, so 1974 den Text Nus visitain üna stamparia e fain il prüm ün giret istoric für das rätoromanische Schulbuch La vita da minchadi.
Sie war Mitglied des Kirchen- und Schulrates von Samedan und Präsidentin der Sektion Engiadina des Schweizerischen Frauen-Alpen-Clubs. 1979 erhielt sie den Anerkennungspreis des Kantons Graubünden für ihre Leistungen für die rätoromanische Kultur.

## Werke
- Parevlas Engiadinaisas. Quintedas da Gian Bundi. Adattedas al rumauntsch dad hoz da Domenica Messmer. Samedan 1971.
- mit Esther Elisabeth Ernst, Ruth Steinmann: Ein Bergbach geht auf Reisen – Ün ovel da muntagna as metta in viedi. Samedan 1981.
- Pleds d’algurdentscha a Clementina Gilly 1858–1942. In: Annalas da la Societad Retorumantscha. 57, 1943, S. 70 ff.
- mit Philipp Walther: Rumauntsch / Romanisch. Ein kleiner Sprachführer für den Alltag. Samedan 1983.
- Evangeli seguond Lucas. Nuova Versiun ladina. 1954.
- La muntagna dals gigants. Parevla quinteda ill’ ura pels infaunts al radio, 7 oct. 1947. 1947.
- Il’g principi era l’g vierf. In algurdentscha a Giachem Bifrun. In: Chalender Ladin. 50, 1960, S. 37–50.
- Andrea Bezzola, 11 november 1905 – 1 settember 1963. In: Annalas da la Societad Retorumantscha. 77, 1964, S. 173–177.
- Nos poet ladin Gian Fadri Caderas. In: Chalender Ladin. 1973, S. 75–80.